# Expo 2008
Die Weltausstellung Expo 2008 fand vom 14. Juni bis 14. September 2008 in Saragossa in Spanien unter dem Motto „Wasser und nachhaltige Entwicklung“ statt. Die Vergabe der Expo 2008 an Saragossa erfolgte am 16. Dezember 2004.
Auf der Expo gab es drei Themenpavillons zum Thema „Wasser“: den Brückenpavillon über dem Fluss Ebro, den Wasserturm sowie Europas größtes Fluss-Aquarium.
Das Maskottchen der Expo 2008 war ein Wassertropfen namens „Fluvi“. Der Name leitet sich vom Lateinischen flumen vitae („Fluss des Lebens“) ab.
Um sich auf den erwarteten Andrang von etwa 7,5 Millionen Besuchern vorzubereiten – tatsächlich waren es über 5,6 Millionen – wurde der Flughafen erweitert und ein Straßenbahnnetz aufgebaut, wobei Letzteres erst in einigen Jahren fertiggestellt werden kann. Weiterhin wurden ein Kongresszentrum, ein High-Tech-Gewerbegebiet, ein Flussaquarium, ein neuer Stadtpark und eine zweistöckige Glasbrücke über den Fluss Ebro gebaut.
Die Investitionen in Höhe von 1,5 Milliarden Euro trugen zu 70 Prozent der spanische Staat, zu 15 Prozent die Regierung von Aragonien und zu 15 Prozent die Stadt Saragossa.

## Teilnehmende Länder

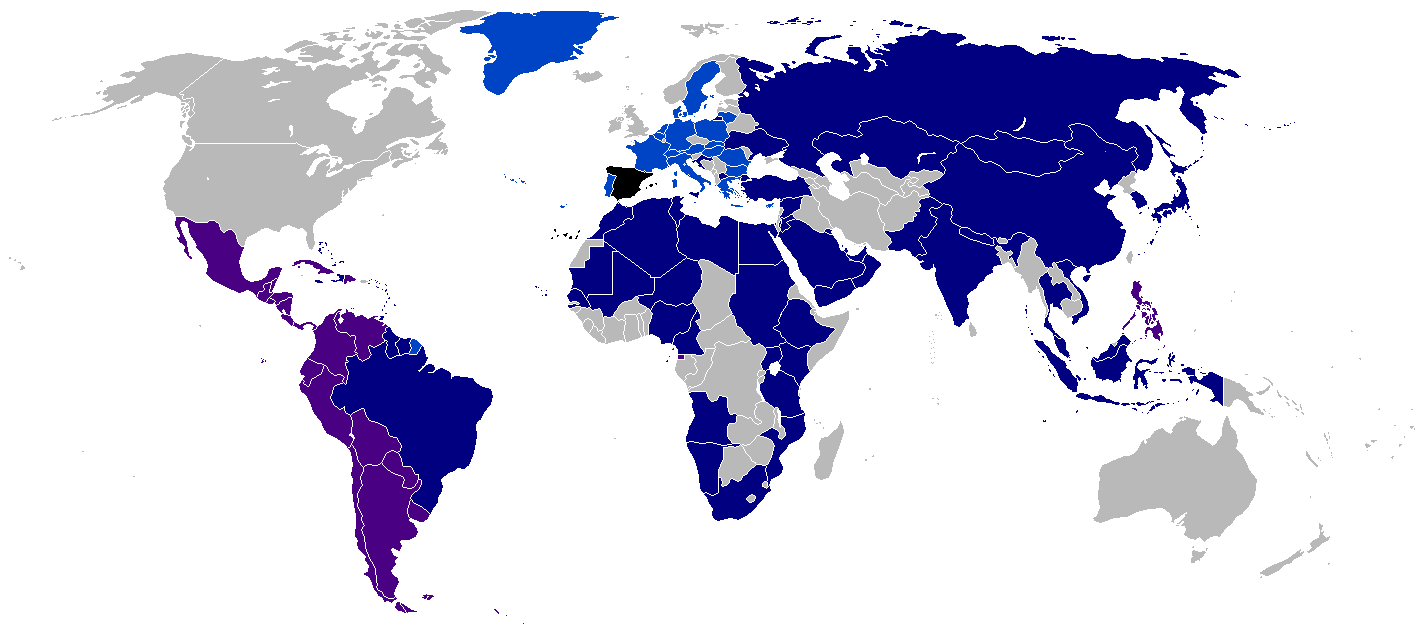
Teilnehmende Staaten:
Hispanität
Europa

An der Expo 2008 nahmen insgesamt 107 Länder teil.
Teilgenommen haben sämtliche Staaten der Hispanität mit Ausnahme Puerto Ricos und der Westsahara. Ebenso nahmen alle Autonomen Gemeinschaften Spaniens und die beiden autonomen Städte Ceuta und Melilla an der Expo teil.
Erwähnenswert ist die Teilnahme Palästinas, während die USA, Israel, Kanada und Australien nicht teilnahmen.
Von den 27 Mitgliedsländern der Europäischen Union beteiligten sich 19 an der Expo 2008. Nicht teilgenommen haben die Länder Slowenien, Estland, Finnland, Irland, Litauen, Luxemburg, Vereinigtes Königreich und Tschechien.
Als internationale Organisation waren die Vereinten Nationen und die EU ebenfalls vertreten.

## Architektur und Expo-Gelände
Das Messegelände umfasste 25 Hektar. Zu den Gebäuden mit Symbolcharakter für die Expo 2008 gehörten:
- Der Brücken-Pavillon (Pabellón Puente), der das Gelände der Weltausstellung mit dem Almozara-Viertel verbindet. Er wurde von der irakischen Architektin Zaha Hadid geplant. Im Innern war eine Ausstellung zum Thema „Wasser, einzigartige Ressource“ (Agua, recurso único) zu sehen.[7]
- Der 76 Meter hohe Wasserturm (Torre del Agua) schloss den Wasserkreislauf des Expo-Geländes. Der spanische Architekt Enrique de Teresa gab dem Grundriss die Form eines Wassertropfens. Von der Aussichtsplattform konnten Besucher die Expo und die Stadt Saragossa überblicken. Im Innern des Turms war die Ausstellung „Wasser zum Leben“ (Agua para la vida) zu sehen. Attraktionen waren ein Nebel-Labyrinth und die 21 Meter hohe Skulptur SPLASH von Pere Gifre, die einen zerplatzenden Wassertropfen darstellte.[8][9]
- Das Kongresszentrum (Palacio de Congresos), gebaut von Nieto Sobejano Arquitectos.[10]
- Das Fluss-Aquarium (Acuario fluvial) des Madrider Architekten Álvaro Planchuelo zeigte das Leben in und an fünf großen Flüssen der Erde. Die Präsentation konzentrierte sich auf das Leben im und am Fluss, wie es am Nil, am Amazonas, am Mekong, am Darling River und am Ebro typisch ist. Diese Auswahl repräsentierte Flusslandschaften aus fünf Kontinenten. Neben Fischen belebten auch Reptilien und Amphibien die Becken.[11][12]
- Der „Aragonesische Pavillon“ (Pabellón de Aragón) der Architekten Olano und Mendo.[13]
- Der „Spanische Pavillon“ (Pabellón de España) nach Plänen des Architekten Patxi Mangado aus Navarra, der mit Hilfe von Regenwasser klimatisiert wurde.[14]
- Der Steg Pasarela del Voluntariado des Ingenieurs Javier Manterola und des Architekten Javier Monclús, der mit seiner Länge von 277 Metern die beiden Ufer ohne einen einzigen Stützpfeiler über dem Fluss verbindet. Spektakulär ist der 75 Meter hohe und um 30 Grad geneigte tragende Mast.[15]
- Die „Brücke des Dritten Jahrtausends“ (Puente del Tercer Milenio), die das rechte Ufer des Ebro mit dem Weltausstellungsgelände verbindet.
- Der Lateinamerikanische Pavillon Bajo la lluvia, selvas y bosques latinoamericanos („Unter dem Regen, Urwälder und Wälder Lateinamerikas“) stellte die Bedeutung des Wassers für die Wälder Lateinamerikas dar. Eine Ausstellung ging dazu auf klimatische, bodenkundliche, zoologische, botanische, und hydrologische Aspekte ein. Der Pavillon wurde durch den mexikanischen Architekten Francisco López Guerra errichtet.

## Eintrittspreise
Zwischen dem 14. Juni und dem 14. September 2008 galten folgende Eintrittspreise:
| Tageskarte (T1):      | 35 Euro  |
| Drei-Tageskarte (T3): | 70 Euro  |
| Dauerkarte (PT):      | 210 Euro |

Kinder unter 5 Jahren hatten freien Eintritt, Kinder zwischen 5 und 14 Jahren erhielten einen Rabatt von 40 Prozent. Jugendliche, Senioren, Behinderte und Arbeitslose erhielten eine Ermäßigung von 25 Prozent.
Der Vorverkauf hatte am 1. Dezember 2006 begonnen, bereits am 10. Januar 2007 waren alle 30.000 für die Einwohner von Saragossa ausgegebenen Dauerkarten vergriffen.

## Galerie

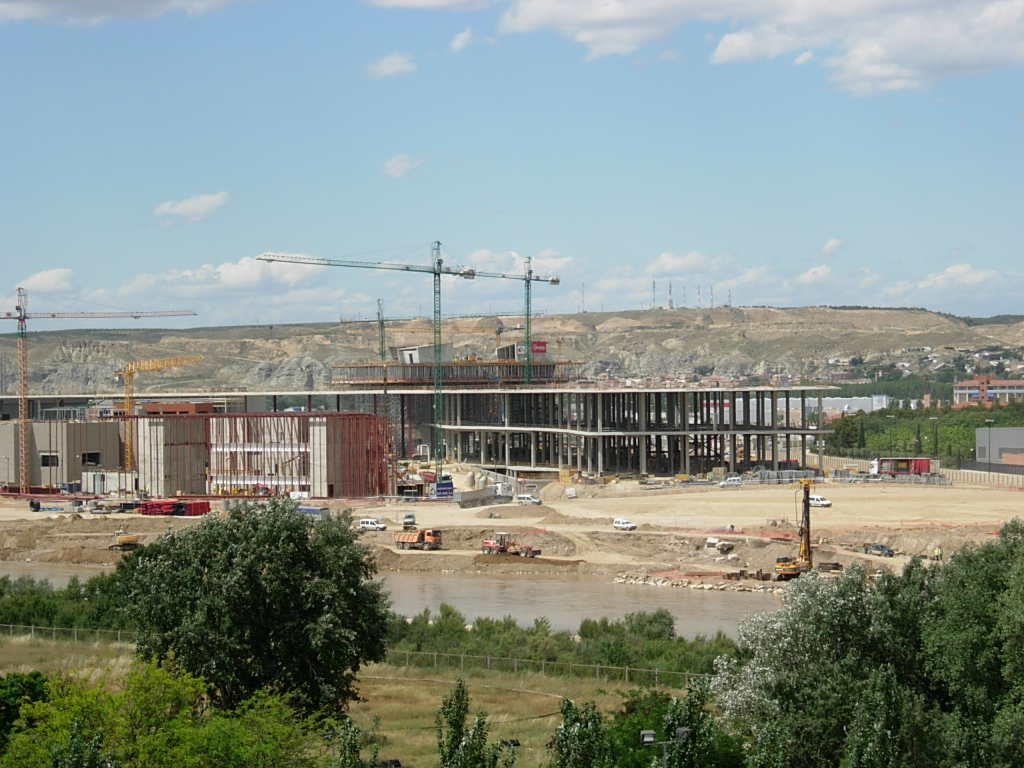
Bauarbeiten auf dem Expo-Gelände, Mai 2007
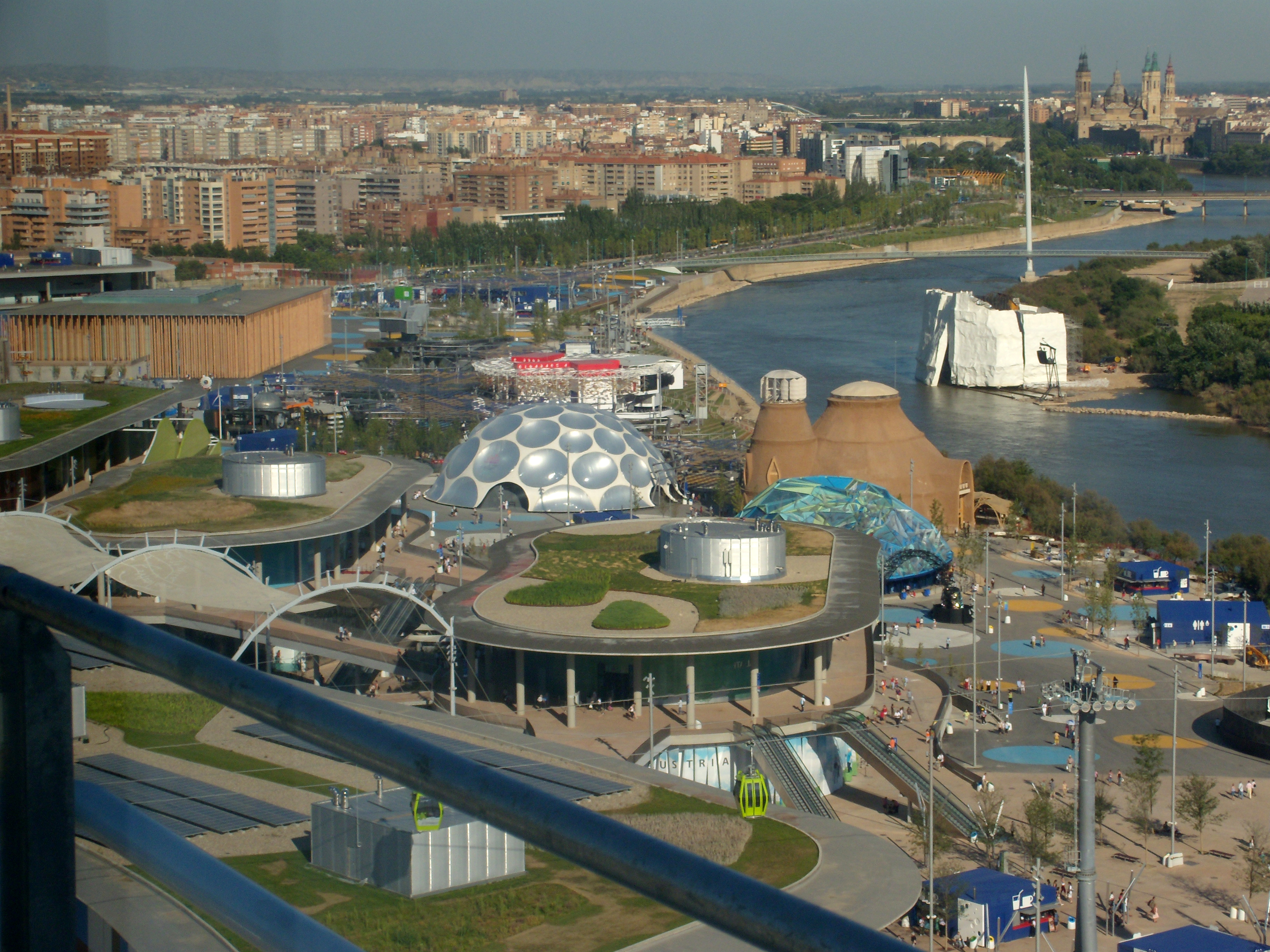
Übersicht über das Gelände der Expo 2008
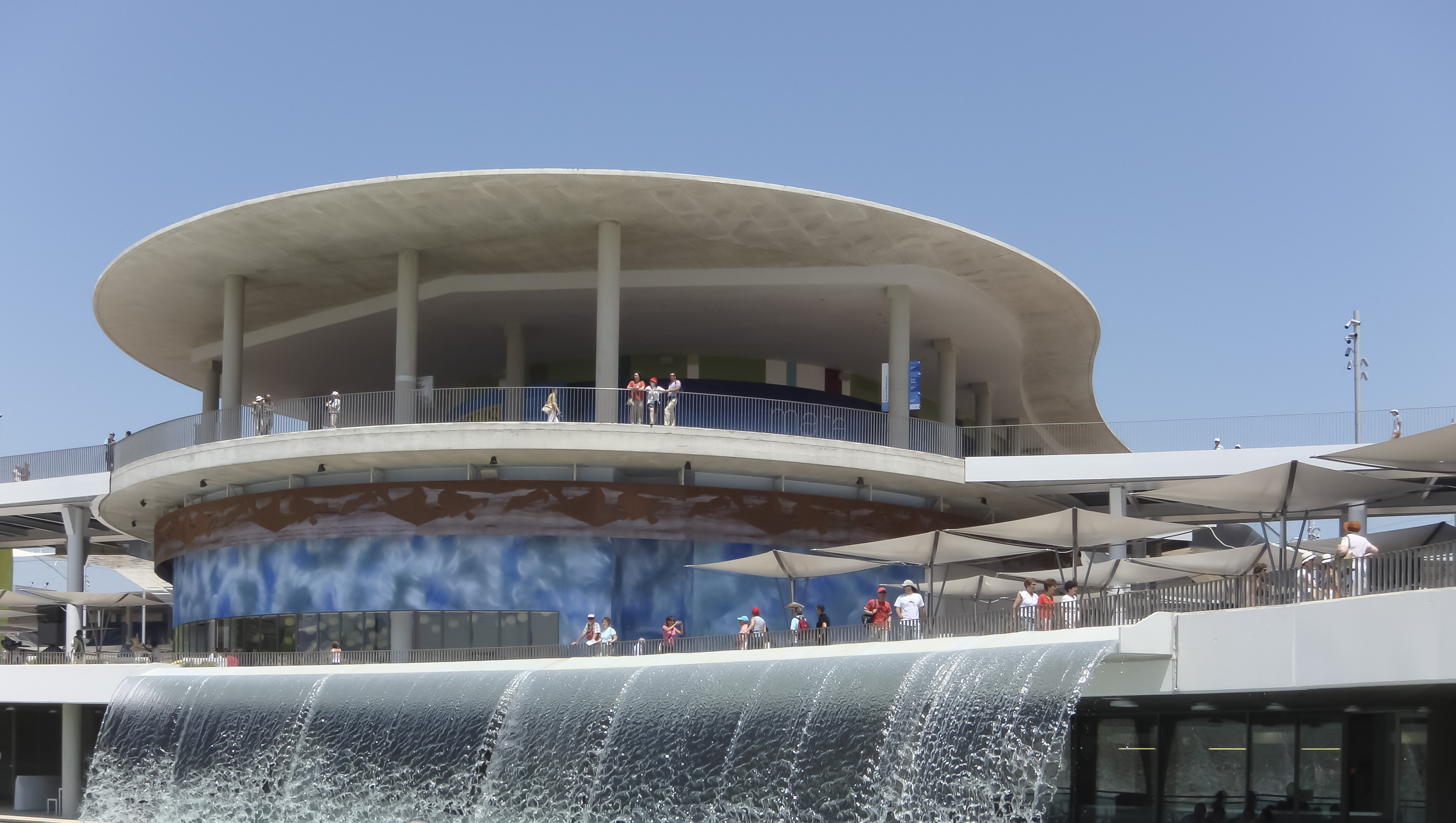
Wasserfall an der Expo 2008
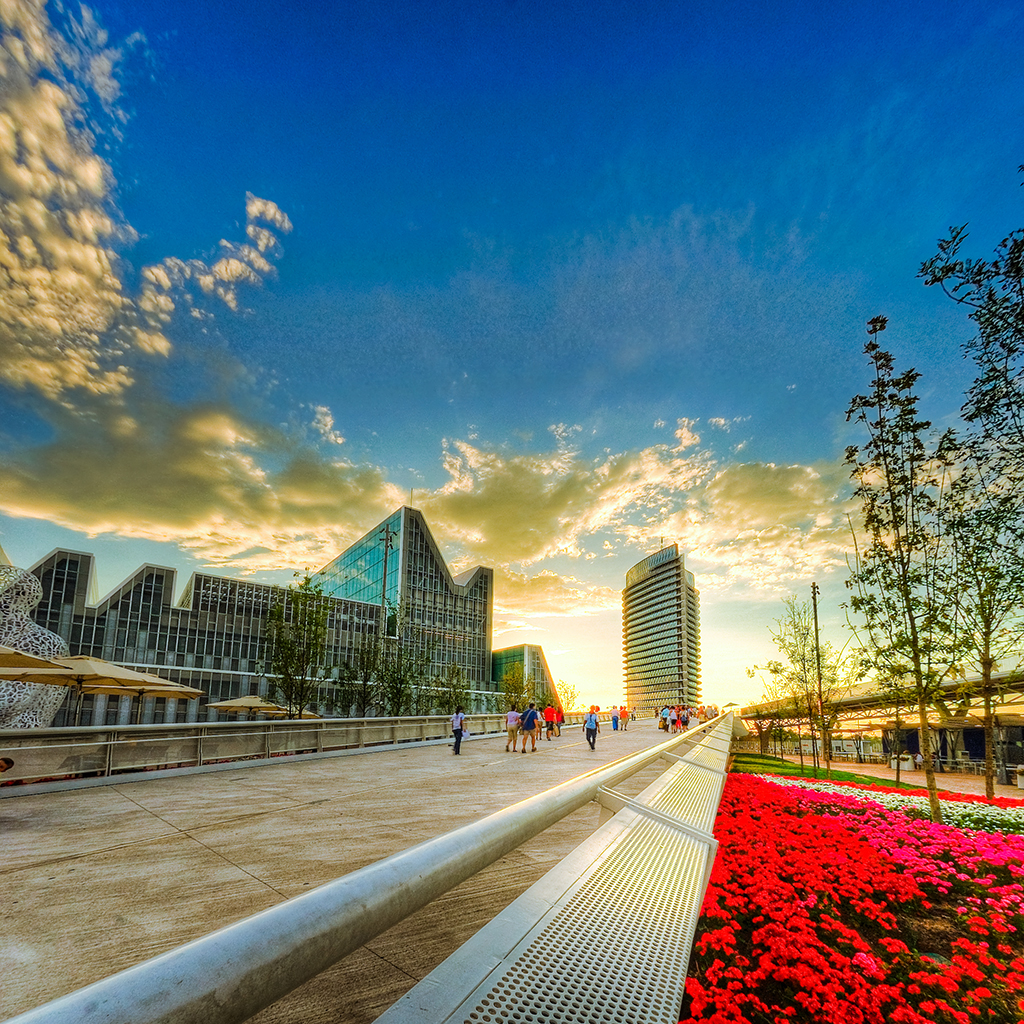
Wasserturm an der Expo 2008
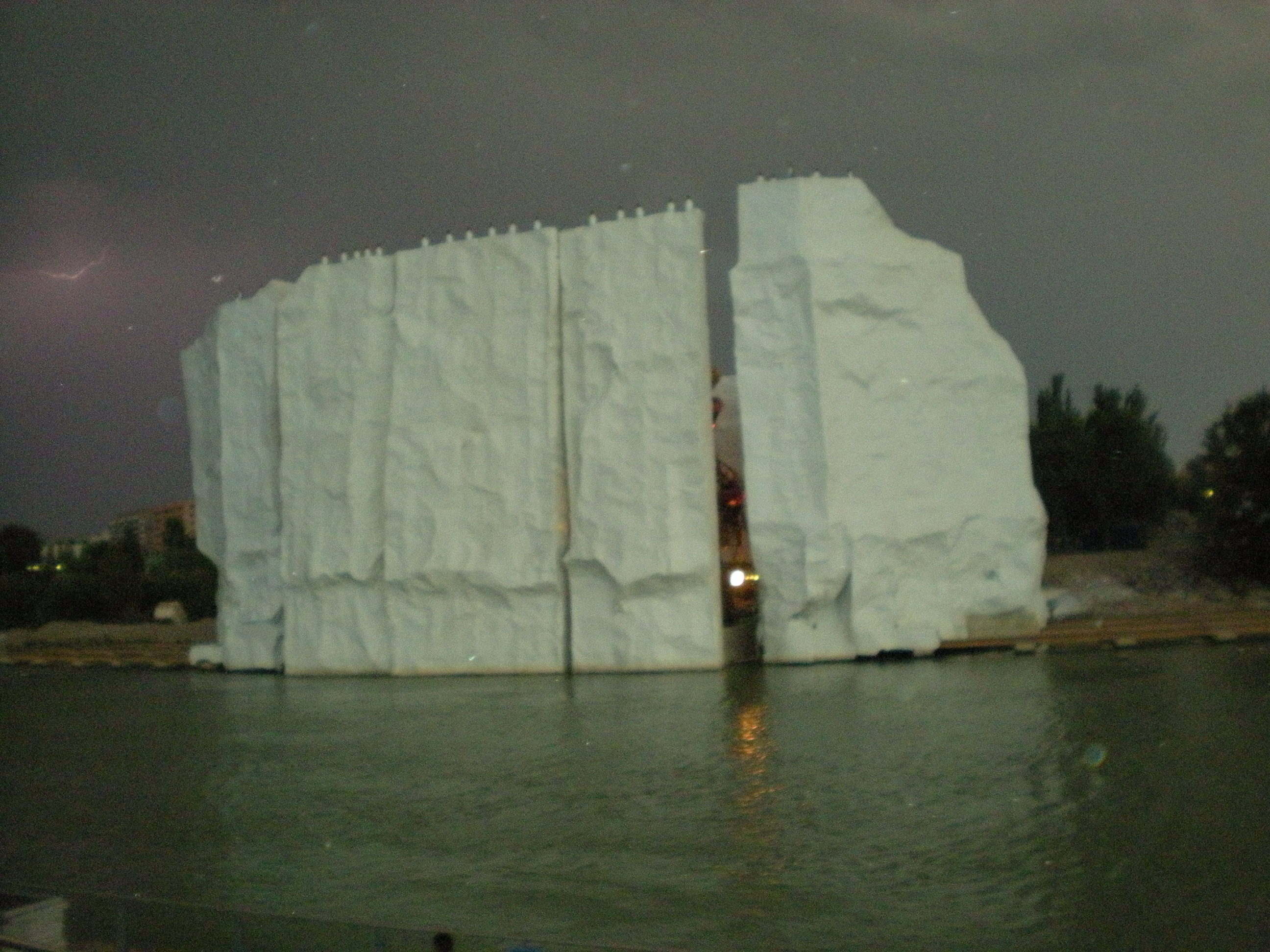
Eisberg an der Expo 2008
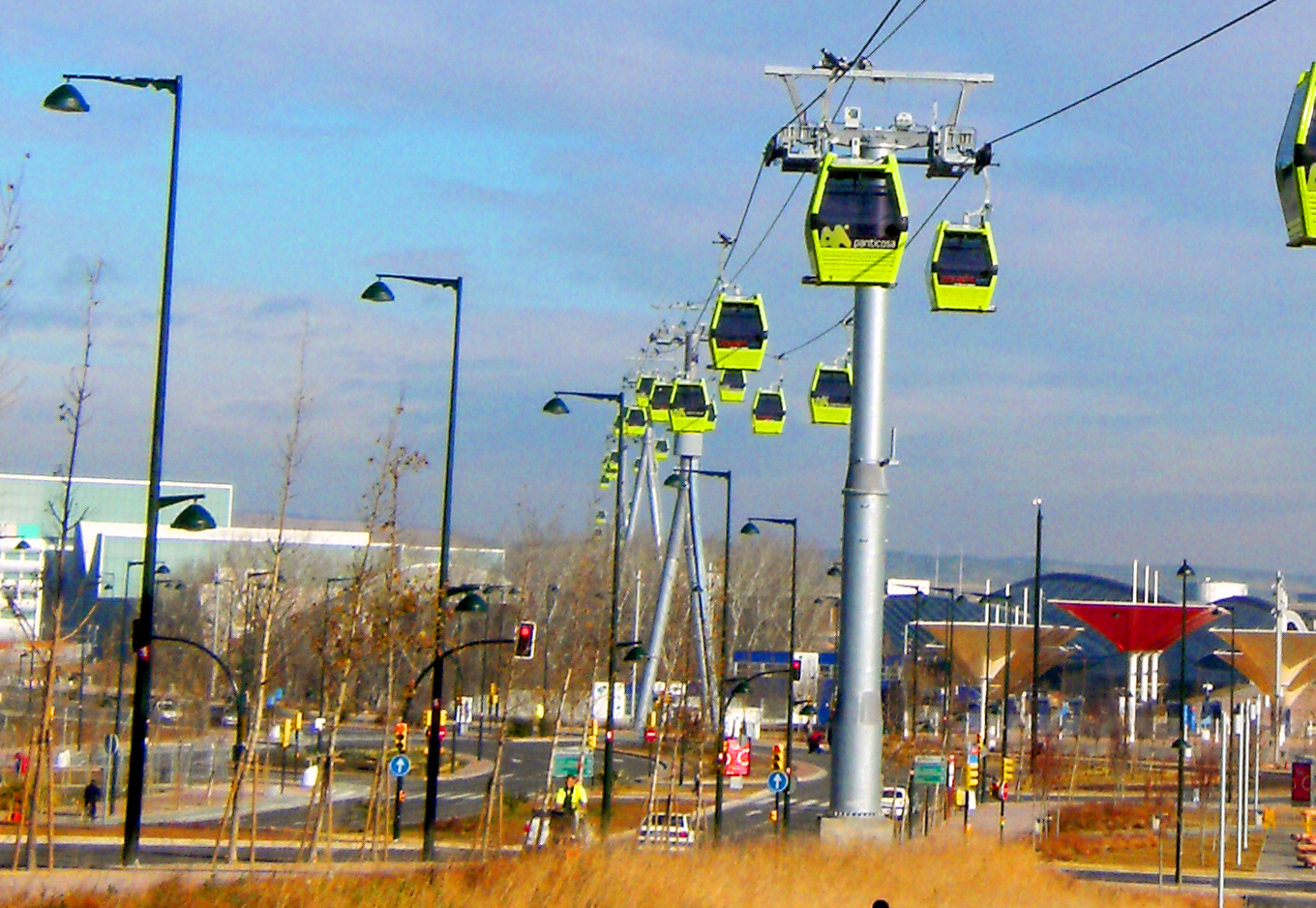
Seilbahn an der Expo 2008